# VI з'їзд РСДРП(б)

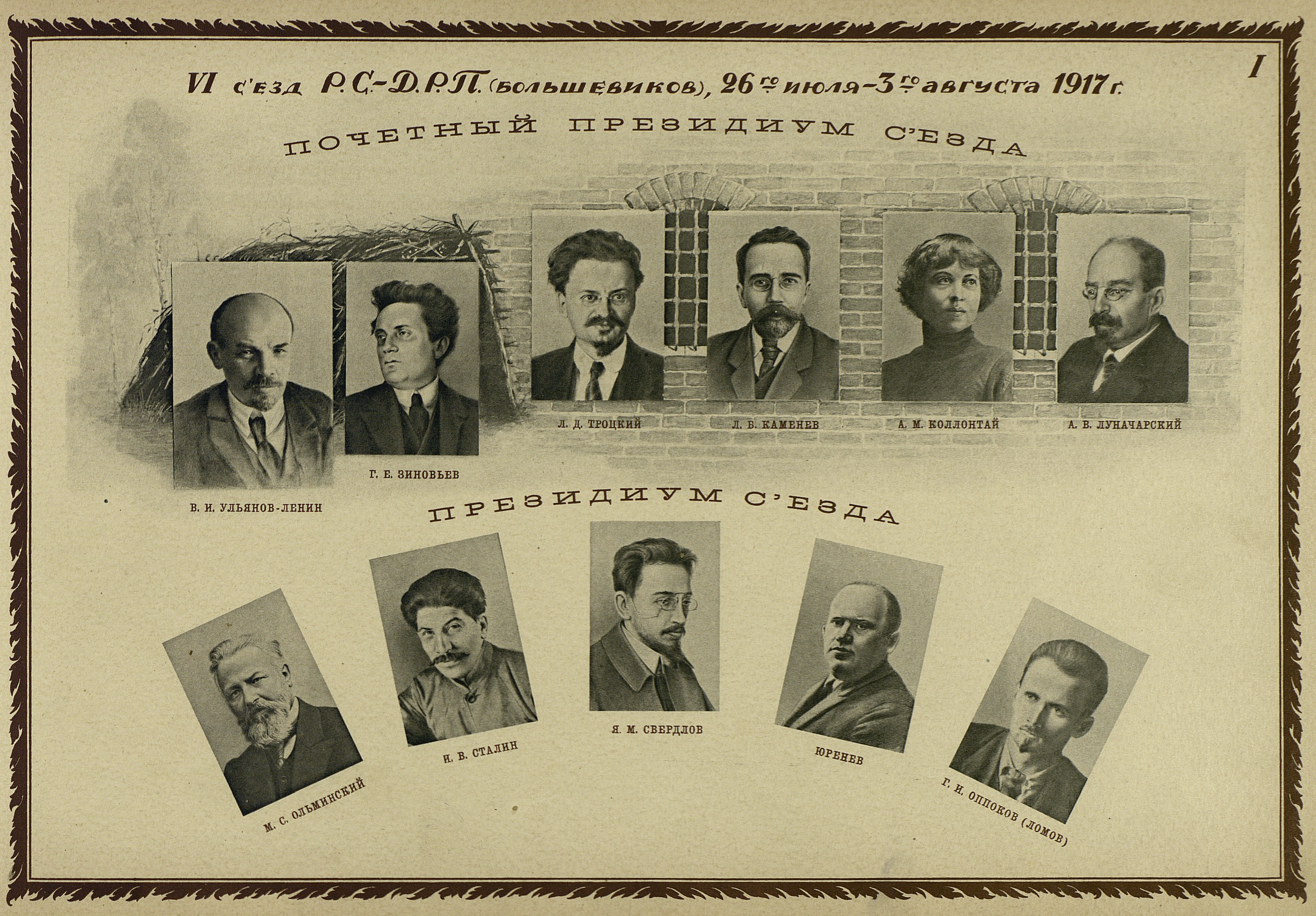
Президіум з'їзду

VI з'їзд РСДРП (б) проходив 26 липня (8 серпня) — 3 (18 серпня) 1917 року, в Петрограді, напівлегально. 267 делегатів від 240000 більшовиків.

## Порядок денний і резолюції
- Доповідь Оргбюро;
- Доповідь ЦК РСДРП (б);
- Звіти з місць;
- Теперішній момент;
- Перегляд Програми;
- Вибори в Установчі збори;
- Інтернаціонал;
- Об'єднання партії;
- Профспілковий рух;
- Вибори;
- Про політичне положення;
- Про економічний стан;
- Статут РСДРП (б);
- Про союзи молоді;
- Про пропаганду;
- Про курси для інструкторів;
- Про діяльність ЦК.

З'їзд висловився проти явки В. І. Леніна, що знаходився в підпіллі, на суд Тимчасового уряду. Від імені з'їзду підготовлений маніфест РСДРП «Ко всем трудящимся, ко всем рабочим, солдатам и крестьянам России» (До всіх трудящих, до всіх робочих, солдатів і селян Росії).

## Рішення з'їзду
На з'їзді було обрано:
- Центральний Комітет: 21 член, 10 кандидатів у члени ЦК

### Персональний склад членів Центрального комітету РСДРП(б), обраний з'їздом
1. Сергєєв Федір Андрійович
2. Берзін Ян Антонович
3. Бубнов Андрій Сергійович
4. Бухарін Микола Іванович
5. Дзержинський Фелікс Едмундович
6. Зінов'єв Григорій Овсійович
7. Каменєв Лев Борисович
8. Коллонтай Олександра Михайлівна
9. Крестинський Микола Миколайович
10. Ленін Володимир Ілліч
11. Мілютін Володимир Павлович
12. Муранов Матвій Костянтинович
13. Ногін Віктор Павлович
14. Риков Олексій Іванович
15. Свердлов Яків Михайлович
16. Смілга Івар Тенісович
17. Сокольников Григорій Якович
18. Сталін Йосип Віссаріонович
19. Троцький Лев Давидович
20. Урицький Мойсей Соломонович
21. Шаумян Степан Георгійович

Персональний склад кандидатів у члени Центрального комітету РСДРП(б), обраний з'їздом:
1. Джапарідзе Прокоп Апрасіонович
2. Йоффе Адольф Абрамович
3. Кисельов Олексій Семенович
4. Ломов (Оппоков) Георгій Іполитович
5. Оболенський Валеріан Валеріанович
6. Преображенський Євген Олексійович
7. Скрипник Микола Олексійович
8. Стасова Олена Дмитрівна
9. Теодорович Іван Адольфович
10. Яковлєва Варвара Миколаївна